# ستيف فينان
ستيفن جون فينان (بالإنجليزية: Steve Finnan)‏، من مواليد 24 ابريل 1976 في ليمريك في إيرلندا، لاعب كرة قدم إيرلندي.
بدأ مسيرته الكروية مع نادي ويلينغ يونايتد في عام 1993، ولعب معهم حتى عام 1995، وشارك معهم في 41 مباراة وسجل هدف واحد، وفي موسم 1995/1996 انتقل إلى نادي برمنغهام سيتي، ولعب معهم 15 مباراة وسجل هدف واحد، وفي عام 1996 انتقل إلى نادي نوتس كونتي، ولعب معهم حتى عام 1998، وشارك معهم في 97 مباراة وسجل 7 أهداف، وفي عام 1998 انتقل إلى نادي فولهام، ولعب معهم حتى عام 2003، وشارك معهم في 172 مباراة وسجل 7 أهداف، ومنذ عام 2003 وهو يلعب مع نادي ليفربول.
و قد بدأ باللعب مع منتخب إيرلندا لكرة القدم في عام 2000.

## مسيرته الكروية
لعب ستيف فينان خلال مسيرته الاحترافية مع 7 أندية في عشرون موسمًا وسجل خلالها 17 هدفًا ضمن 495 مباراة. حيث فاز في موسم واحد بالكأس ولم يفز بأي دوري.
خاض ستيف فينان مسيرته مع ويلينج يونايتد في موسم 1993–94 ولمدة موسمين، مشاركًا في 41 مباراة سجل خلالها هدفًا واحدًا. ثم انتقل إلى نادي نوتس كاونتي في موسم 1995–96 ليلعب معه أربعة مواسم، حيث شارك في 97 مباراة سجل خلالها 7 أهداف. لينتقل بعدها إلى نادي فولهام في موسم 1998–99 ليلعب معه خمسة مواسم، مشاركًا في 172 مباراة سجل خلالها 7 أهداف أيضًا. ثم انتقل إلى نادي ليفربول في موسم 2003–04 ليلعب معه خمسة مواسم، مشاركًا في 145 مباراة سجل خلالها هدفًا واحدًا. هذا وانتقل لاحقًا إلى نادي إسبانيول في موسم 2008–09 لمدة موسم واحد، مشاركًا في 4 مباريات ولم يسجل أي هدف. ثم انتقل بعدها إلى نادي بورتسموث في موسم 2009–10 لمدة موسم واحد، مشاركًا في 21 مباراة ولم يسجل أي هدف أيضًا.

## روابط خارجية
- ستيف فينان على موقع الاتحاد الدولي (مؤرشف)  (الإنجليزية)
- ستيف فينان على موقع الاتحاد الأوربي (الإنجليزية)
- ستيف فينان على موقع قاعدة بيانات كرة القدم.إي يو (الإنجليزية)
- ستيف فينان على موقع ناشيونال فوتبول تيمز (الإنجليزية)
- ستيف فينان على موقع Soccerbase.com (لاعب) (الإنجليزية)
- ستيف فينان على موقع Soccerway.com (الإنجليزية)
- ستيف فينان على موقع عالم كرة القدم.نت (الإنجليزية)
- ستيف فينان على موقع كووورة